# Руи, Жорж
Жорж Руи (фр. George Rouy; 1851—1924) — французский ботаник.

## Биография
Жорж Руи родился 2 декабря 1851 года в Париже в семье Клода-Лорана Ру. В 1870 году был избран членом Ботанического общества Франции. С 1877 по 1883 гг. Руи совершил более пяти поездок в Испанию. В 1883 гг. его сопровождал испанский ботаник Блас Ласаро Ибиса. С 1890 года Жорж Руи и Жюльен Фуко работали над обширной монографией флоры Франции.
1 апреля 1892 года Руи избран членом Международной академии фитогеографии. В 1893 году был выпущен первый том Flore de France. С 1898 по 1890 гг. Руи был президентом Французского ботанического общества. в 1901 году стал его почётным президентом. В 1900 году он был президентом Международного ботанического конгресса в Париже.
Жорж Руи 25 декабря 1924 года скончался в Аньер-сюр-Сен.

## Некоторые научные работы
- Rouy, G. (1888). Suites à la Flore de France. 194 p.
- Rouy, G.; Foucaud, J.; Camus, E.G. (1893—1913). Flore de France. 14 vols.
- Rouy, G. (1927). Conspectus de la Flora de France. 319 p.

## Роды растений, названные в честь Ж. Руи
- Rouya Coincy, 1901